# Втрати проросійських сил внаслідок російського вторгнення в Україну (2021)

## Січень
| Прізвище, ім'я, по батькові        | Звання           | Посада / підрозділ | Місце народження             | Дата загибелі            | Місце загибелі                            | Примітки                         |
| Бабинський Петро Володимирович     |                  | (посада не встановлена) 1-ша окрема мотострілецька бригада «Слов'янська», 2 мотострілецький батальон, 7 мотострілецька рота | Ульяновськ, Росія            | 1 січня 2021 (41 рік)    |                                           | псевдо "Біс"                     |
| Сілаєв Ігор Вікторович             | сержант          | командир відділу, 3 ОМСБр                                                                                                   | Щербинівка, Донецька область | 1 січня 2021             |                                           | псевдо "Фелікс"                  |
| Курочкін Максим Вікторович         |                  | |                              | 2 січня 2021             | Горлівка, Донецька область                | псевдо "Масяня", суїцид          |
| Прокопенко Станіслав Володимирович | молодший сержант | (посаду не встановлено) 7 ОМСБр                                                                                             |                              | 2 січня 2021 року        | поблизу смт. Калинове, Луганська область  | підірвався на власній розтяжці   |
| Туркс Данило Романович             |                  | (посаду не встановлено) 7 ОМСБр                                                                                             |                              | 2 січня 2021 (24 роки)   | поблизу м. Світлодарськ, Донецька область |                                  |
| Кулик Вадим Сергійович             |                  | (посада не встановлена) Російська православна армія                                                                         |                              | 11 січня 2021            |                                           | псевдо "Батон"                   |
| Дрозд Сергій Павлович              | рядовий          | |                              | 19 січня 2021            | Донецьк, Донецька область                 | помер в СІЗО від набряку легенів |
| Ничипоренко Михайло Олександрович  | рядовий          | |                              | 25 січня 2021 (35 років) |                                           | псевдо "Єнот"                    |
| Галахов Олександр Данилович        | рядовий          | 11-й окремий мотострілецький полк «Восток»                                                                                  |                              | 26 січня 2021            |                                           |                                  |
| Зуєв Роман Борисович               | рядовий          | | Сонцеве, Луганська область   | 31 січня 2021 (45 років) |                                           | псевдо "Робін"                   |

## Лютий
| Прізвище, ім'я, по батькові          | Звання           | Посада / підрозділ                                                 | Місце народження           | Дата загибелі             | Місце загибелі                        | Примітки                   |
| Зеленков Роман Олександрович         | рядовий          |                                                                    | Успенка, Донецька область  | 3 лютого 2021             |                                       |                            |
| Карушин Михайло Валентинович         | рядовий          |                                                                    |                            | 9 лютого 2021 (54 роки)   | Москва, Росія                         | самопідрив гранатою        |
| Гайдамак Владислав Олександрович     | рядовий          |                                                                    | Донецьк                    | 13 лютого 2022            |                                       | сгорів в автівці           |
| Сухаревський Владислав Олександрович | рядовий          | (посада не встановлена) 5-та окрема мотострілецька бригада «Оплот» |                            | 19 лютого 2021 (23 роки)  |                                       | псевдо "Метал"             |
| П'ятак Володимир Володимирович       | молодший сержант | командир відділу, 3 ОМСБр                                          |                            | 20 лютого 2021            | поблизу м. Горлівка, Донецька область | псевдо "П'ятий"            |
| Алєксєєв Валерій Володимирович       | сержант          | командир відділу, 3 ОМСБр                                          |                            | 20 лютого 2021            | поблизу м. Горлівка, Донецька область | псевдо "Лис"               |
| Сировацький Дмитро Вікторович        | рядовий          | 3 ОМСБр                                                            |                            | 20 лютого 2021            | поблизу м. Горлівка, Донецька область |                            |
| Шепетько Євген Віталійович           | рядовий          | 3 ОМСБр                                                            | Єнакієве, Донецька область | 20 лютого 2021 (36 років) | поблизу м. Горлівка, Донецька область |                            |
| Ткаченко Олег Олександрович          | рядовий          | 3 ОМСБр                                                            |                            | 20 лютого 2021 (27 років) | поблизу м. Горлівка, Донецька область |                            |
| Петренко Сергій Олександрович        | рядовий          | 3 ОМСБр                                                            |                            | 20 лютого 2021            | поблизу м. Горлівка, Донецька область | псевдо "Бір"               |
| Носовський Сергій Вікторович         | рядовий          |                                                                    |                            | 20 лютого 2021            | поблизу м. Горлівка, Донецька область | псевдо "Берик"             |
| Корнєв Артем Леонідович              | майор            |                                                                    |                            | 24 лютого 2021 (38 років) | Москва, Росія                         | помер від діабетичної коми |
| Широков Євген Вікторович             |                  | 11-й окремий мотострілецький полк «Восток»                         |                            | 26 лютого 2021 (31 рік)   |                                       | псевдо "Білий"             |

## Березень
| Прізвище, ім'я, по батькові       | Звання       | Посада / підрозділ                                                                                           | Місце народження                                 | Дата загибелі              | Місце загибелі                        | Примітки                                    |
| Шарахматов Олександр Миколайович  | рядовий      | 1 омсбр | м. Донецьк                                       | 2 березня 2021             |                                       |                                             |
| Кусти Микола Олександрович        | рядовий      | 1 омсбр | Роздольне (Кальміуський район), Донецька область | 3 березня 2021             |                                       |                                             |
| Агарков Денис Віталійович         | рядовий      | Батальйон «Сомалі»                                                                                           | м. Санкт-Петербург, Росія                        | 5 березня 2021             | поблизу м. Горлівка, Донецька область | псевдо "Панда", вбитий снайпером            |
| Варнавський Роман Юрійович        | рядовий      | Батальйон «Сомалі»                                                                                           |                                                  | 5 березня 2021             | поблизу м. Горлівка, Донецька область | псевдо "Кабан", вбитий снайпером            |
| Принц Олександр Олегович          | рядовий      | | Макіївка, Донецька область                       | 5 березня 2021 (42 роки)   |                                       |                                             |
| Говорунов Євген Анатолійович      | лейтенант    | командир взводу, 2 ОМСБр                                                                                     |                                                  | 6 березня 2021             |                                       |                                             |
| Остромухов Станіслав Юрійович     | капітан      | |                                                  | 11 березня 2021 (50 років) |                                       | псевдо "Танцор"                             |
| Суздальцев Ігор Вікторович        | полковник    | начальник «Науково-дослідного центру ДНР»                                                                    |                                                  | 15 березня 2021 (59 років) |                                       |                                             |
| Россоха Олександр Володимирович   | рядовий      | Батальйон «Сомалі»                                                                                           |                                                  | 17 березня 2021            | поблизу м. Горлівка, Донецька область | псевдо "Рос"                                |
| Баннов Валерій Вікторович         | лейтенант    | командир взводу, 11-й окремий мотострілецький полк «Восток»                                                  |                                                  | 22 березня 2021            | м. Донецьк                            | псевдо "Бен", знищений мінометним обстрілом |
| Смолянінов Євген В'ячеславович    | рядовий      | | Красноярськ, Росія                               | 23 березня 2021            | Красноярськ                           | помер від Коронавірусної хвороби COVID-19   |
| Белослюдцев Вадим Володимирович   | полковник    | командир 52-го важкообомбардувального полку                                                                  |                                                  | 23 березня 2021 (48 років) | Калузька область                      | загинув в авіакатастрофі                    |
| Подсобляєв Олександр Анатолійович | підполковник | штурман-інструктор Ту-22М, cпівробітник 43-го центру бойового застосування та переучування дальньої авіації. |                                                  | 23 березня 2021            | Калузька область                      | загинув в авіакатастрофі                    |

## Квітень
| Прізвище, ім'я, по батькові | Звання  | Посада / підрозділ | Місце народження | Дата загибелі            | Місце загибелі | Примітки |
| Балюк Ігор Володимирович    | рядовий | Батальйон «Сомалі» | Іловайськ        | 1 квітня 2020 (30 років) |                |          |

## Листопад
| Прізвище, ім'я, по батькові   | Звання  | Посада / підрозділ | Місце народження              | Дата загибелі    | Місце загибелі                         | Примітки           |
| Копцев Вадим Валентинович     | рядовий | 100 ОМСБр «РГ»     | м. Донецьк                    | 4 листопада 2021 | м. Донецьк, мінометний обстріл         | псевдо "Кучерявий" |
| Сємко Олександр Олександрович |         |                    | м. Горлівка, Донецька область | 7 листопада 2021 | поблизу смт. Зайцеве, Донецька область |                    |

## Грудень
| Прізвище, ім'я, по батькові | Звання  | Посада / підрозділ                                    | Місце народження | Дата загибелі             | Місце загибелі | Примітки |
| Бочаров Сергій Юрійович     | рядовий | гаубичний самохідний артилерійський дивізіон, 7 ОМСБр |                  | 16 грудня 2021 (35 років) |                |          |
| Петренко Олександр          | рядовий | 9 ОПМП, 1 АК                                          |                  | 23 грудня 2021 (19 років) |                |          |